# Gymnasium St. Christophorus
Das Gymnasium St. Christophorus ist ein christlich-katholisches privates Gymnasium des Bistums Münster in Werne (Nordrhein-Westfalen). Der Name des Gymnasiums geht auf den Heiligen Christophorus zurück.

## Allgemeines
Neben den umliegenden Städten und Gemeinden gehört auch das rund 25 Kilometer entfernte Dortmund zum Einzugsbereich. Zur Bekanntheit beigetragen haben unter anderem Schulprojekte wie das Blasorchester oder der Cantos-Chor, die regelmäßig überregional bekannte Konzerte geben und bereits mit einigen Kulturpreisen ausgezeichnet wurden.
Mit dem benachbarten städtischen Anne-Frank-Gymnasium kooperiert das Gymnasium St. Christophorus in der Oberstufe. So werden z. B. seit Jahren in den drei naturwissenschaftlichen Fächern Leistungskurse eingerichtet. Zu Beginn des Schuljahrs 2014/15 besuchten 726 Schüler das Gymnasium, davon 414 weibliche und 342 männliche. Das Lehrerkollegium bestand aus 63 Lehrkräften (35 weiblich, 28 männlich, darunter sechs Referendare).
2011 wurde die Schule als Europaschule ausgezeichnet. Im Oktober 2016 erfolgte die Verlängerung der Auszeichnung für weitere fünf Jahre.

## Geschichte
Die Schule wurde am 19. April 1955 von den Arnsteiner Patres als erstes Gymnasium der Stadt Werne gegründet. Zu Beginn war die Schule eine reine Jungenschule mit angeschlossenem Internat. Sie war zuerst am Kirchplatz angesiedelt und die Internatsschüler waren im benachbarten Homann'schen Haus (heute Karl-Pollender-Stadtmuseum) untergebracht. Bereits nach einem Jahr folgte 1956/57 der Umzug an den heutigen Standort. Seit 1966 besuchen auch Mädchen das Gymnasium.
Im Jahr 1982 wurde das Gymnasium von den Arnsteiner Patres an das Bistum Münster übertragen. Trotzdem blieben weiterhin Patres im Schuldienst tätig – unter anderem als Schulleiter, Lehrer oder Schulseelsorger.
1991 wurde der Neubau nach siebenjähriger Bauzeit fertiggestellt, in dem vorwiegend Kunst-, Musik- und Computerräume eingerichtet sind. Die Schule besteht heute aus dem Altbau, dem 1991 fertiggestellten Neubau, einer Kapelle, zwei Turnhallen (erbaut 1980 und 2012/13), Sportplätzen sowie einem Naturwissenschaftlichen Zentrum mit Chemie-, Biologie- und Physikräumen. Weiterhin befinden sich auf dem Gelände das Konventgebäude des Arnsteiner Ordens und das ehemalige Internatsgebäude, welches heute als Werkstatt für Kunst- und Musikprojekte genutzt wird und in der sich die Proberäume für die Schulbands befinden. Im April 2010 wurde in dem ehemals als Asylbewerberunterkunft genutzten Teil eine neueingerichtete Mensa eingeweiht und eröffnet.
2010 wurde bekannt, dass es im Zuge des Missbrauchsskandals der katholischen Kirche in Deutschland in den 1950er bis 1970er Jahren im damals noch der Schule angeschlossenen Internat Fälle von Missbrauch gegeben haben soll.
Von Mai 2012 bis Juni 2013 wurde eine neue Einfachturnhalle gebaut, um die 1955 errichtete und mittlerweile in die Jahre gekommene kleine Turnhalle zu ersetzen, die danach abgerissen wurde.
Seit 2015 werden im ehemaligen Internatsgebäude Flüchtlinge, überwiegend aus Syrien und dem Irak, untergebracht.

## Schüleraustausch und internationale Kontakte
Das Gymnasium unterhält Schüleraustauschprogramme mit Schulen in Lytham St. Annes (England), Swords (Irland), Lyon und Reims (Frankreich), Poggibonsi (Italien), Ełk (Polen) und Viña del Mar (Chile). Der Austausch mit dem Externat St. Marie in Lyon bestand im Jahr 2010 zum 40. Mal. Seit 2009 führen die Schüler ein vierwöchiges China-Projekt mit dem Titel Welt:Klasse Werne durch. Seit 2012 findet im Rahmen des Welt:Klasse Programms auch ein jährliches Projekt in Kenia statt. Im Jahr 2012 wurde außerdem ein Austausch mit einer Schule in Peru durchgeführt.

## Ehemaligenverein
Der Ehemaligenverein Alte Werner Gymnasiasten e.V. entstand, wie am Namen zu erkennen, zu der Zeit, als das Gymnasium das einzige in Werne war. Er veranstaltet jährlich eine Ehemaligenfeier sowie in Kooperation mit der Schule die Berufsinformationsveranstaltung (BIV). Ziel der BIV ist es, dass ehemalige Schüler ihr Studium und ihre Berufswahl vorstellen, um den aktuellen Schülern in offener Vortragsweise eine Orientierungshilfe für die Berufswahl zu bieten. Dabei wird eine große Bandbreite an Berufsfeldern abgedeckt.
Darüber hinaus hat der Verein mit dem Berufsinformations- und Ehemaligennetzwerk, kurz BIENE, ein Online-Portal entwickelt, welches den Austausch von beruflichen Informationen über das ganze Jahr ermöglicht.

## Schulleiter
- Winfried Happ (1955–1965)
- Pater Werner Engel SSCC[17] (1965–1978)
- Pater Harald Adler SSCC (1978–2001)
- Jörgen Vogel (2001–2016)
- Thorsten Schröer (seit 2016)

## Bekannte Schüler
- Peter Bredebusch, Tauchlehrer und Sachbuchautor
- Theo Bleckmann (* 1966), deutscher Jazz-Sänger und Komponist[18]
- Ludger Jonas (* 1957), katholischer Pfarrer und Domkapitular des Bistums Münster
- Hubert Hüppe (* 1956), Mitglied des Bundestages.